# Contea di Carroll (Missouri)
La contea di Carroll in inglese Carroll County è una contea dello Stato del Missouri, negli Stati Uniti. La popolazione al censimento del 2000 era di 10 285 abitanti. Il capoluogo di contea è Carrollton